# Speed Metal Symphony
Speed Metal Symphony, uscito nel 1987, è il primo album del gruppo Cacophony, formato da Marty Friedman e Jason Becker nel 1986.

## Tracce
1. Savage - 5:50 - (Friedman)
2. Where My Fortune Lies - 4:33 - (Becker/Friedman)
3. The Ninja - 7:25 - (Friedman)
4. Concerto - 4:37 - (Becker/Friedman)
5. Burn the Ground - 6:51 - (Friedman)
6. Desert Island - 6:25 - (Friedman)
7. Speed Metal Symphony - 9:37 - (Becker/Friedman)

## Formazione
- Marty Friedman: chitarra ritmica e solista, basso elettrico
- Jason Becker: chitarra ritmica e solista
- Peter Marrino: cantante
- Atma Anur: batteria